# Erythrodolius formosus
Erythrodolius formosus är en stekelart som beskrevs av André Seyrig 1932. Erythrodolius formosus ingår i släktet Erythrodolius och familjen brokparasitsteklar. Inga underarter finns listade i Catalogue of Life.